# 薔薇のマリア
『薔薇のマリア』（ばらのマリア）は、十文字青による日本のライトノベルおよびそれを原作としたメディアミックス作品。イラストはBUNBUNが担当している。角川スニーカー文庫（角川書店）より2004年11月から2014年5月まで刊行された。2016年9月には続編『ノラ猫マリィ』が刊行された。

## ストーリー
孤独な「侵入者（クラッカー）」だったマリアローズが仲間を得て、成長していく物語。

## 登場人物
声の項はドラマCDの声優。

### ZOO
トマトクンを園長（リーダー）とするクラッカー系クラン。拠点は首都エルデン。少人数ながら手練れが多く、エルデン最有力クランの一角と見なされている。難しい入園条件はなく、広告にも「日常生活に支障ない体力のある方に限定します」ということだけが提示されている。
エルデンを離れて生活している者もおり、物語開始から終結まで、メンバーが一堂に会する描写は一度もなかった。
マリアローズ
声 - 桑島法子
本作の主人公で、侵入者。17歳。要領がいい。誰もが振り向く美貌を持つ。性別不明。1巻の時点で史上最弱の主人公の烙印を押される。二巡月前にZOOに加入した、元は孤独な侵入者。きれいな真紅の髪で、オレンジの瞳を持つ目には謎の文様がある。体つきは華奢。初対面の人には女だと勘違いされ、それを聞くと怒る。
およそ三億ダラーの価値ある名剣『劫火』の偽物、『偽劫火』という剣を使う。しかし、剣が得意というわけではない。11巻からは得物を変え、二刀流になっている。時には初歩的な魔術や見よう見まねで習得した自己暗示術「倍化（ブースト）」なども用いる。その他の戦闘手段は籠手に仕込まれた合成毒物「即効性神経毒P9ドウター+」という毒が仕込まれた矢を多用し、愛称『爆弾』の『ハーレム・ゴードン』、まずい巨大マシュマロを生成する『ホムニアス・カーヴ』、催眠剤入りの煙を発生させる『レクイエム』、有機リン酸系の弱神経毒ガス『HV5』（『レクイエム』『HV5』は未完成（Ver0時）で、使用している描写はない）を常時携帯する。また、11巻の時点で拳銃と思われるものを所持している（これも作中ではまだ使われていない）。戦闘能力はZOOの中でも最低ランクだが、身軽さを活かした撹乱戦法をとったり、時にトマトクンの代わりに指揮を執ったりすることもある。その観察眼と状況判断能力は高く、司令塔としての能力は一流。
ZOOや侵入者稼業をする前はイシュタル・アガメムノ・ゴードン子爵という、マリア曰く「鬼畜で外道の錬金士」（使用している薬品の生成法の技術は、子爵から盗んだもの）の屋敷に居て、「マリアンヌ」という偽名を付けられ、女として扱われていた。逃げ出した際に拾われた盲目の魔術師（マギ）ヴィンセントの邸宅でメイドをしていたときがある。魔術などはヴィンセントから習ったとされる。
マリアローズを独占するために子爵は邪魔なローメオやその他のマリアの親友達を次々に毒殺していき（Ver0参照）、自分が感情を表に出してそれを向けられた人間は子爵によって殺されるということを痛感したマリアはこれ以上の犠牲者を出さないために、一切の感情を封じて子爵の言うことを忠実に守る人形の振りをしながら生活していた。この外道子爵のせいで人と付き合うのに距離を置きたがり、そのためにきつい事をいうこともしばしばあるが本当は優しく、他人を責める時も実はマリア自身も自分の言動に傷ついており罪悪感を抱いている。
災厄の時代突入後は、ひょんな事から行動を共にしたファニー・フランクを国王とする「新生太陽王国」の参謀役として、悪魔に支配された地上をはぐれた仲間を探しながら生き延びる。カタリとユリカに支えられつつ、その優しさゆえ王国軍の犠牲者に対して自責の念を抱いて塞ぎこみそうにもなるが、仲間や大切な人たちとの再会のために尽力していく。
10巻までは非常に不便だが機能性や安全性の高い高層寺院の最上階に住んでいたが、セブンスゲーム終了後トマトクン宅へ引っ越した。
アジアン、荊王、ベアトリーチェ、ルーシーらを始めとし、男女問わず恋心を抱かれることが多い。女ではない＝男ならばベアトリーチェの想いに応えることは可能なはずだが、何かを理由に無理だと断言している（先に述べたように過去の事での可能性もある）。
アジアンから愛を捧まくられるが故にアジアンに想いを寄せる昼飯時のメンバー（〜特に女性陣）の視線は冷たく、彼女たちが自分を暗殺しに来そうだとマリアローズが感じるほどである。
トマトクン
声 - 星野貴紀
クランZOOの園長。外見20代前後の大柄な青年。仲間のことを大切に思っており、縁というものを極めて重視する傾向がある。
濃紺にファイアーパターンの模様がある甲冑と派手な外套を纏う道化師のような騎士。しかし刃の波打った巨大な剣を用いた戦闘能力は他を圧倒する。装備品は破壊されても自動的に修復する。その出所は博識なカタリも知るところではない。後に剣はソオルが獄の獄よりトマトクン救出した後に与えた「聖断罪の剣」であることが判明する。
トマトクンの前は「メロンクン」と名乗っていたように、数多くの偽名を乗り換えながら悠久の時を生きている。その他、時代考証や世界観を無視した知識、言動を披露することもあり、その正体には未だに謎が多い。
本名ディオロット・マクスペイン。先の大戦で文明が失われた後、地上にはびこった竜を数え切れないほど殺した「竜狩人」であったが、竜の時代が終わり人間たちが都市国家を作り始めた時、時の王に請われ騎士として戦い、その圧倒的な力で王を複数の都市国家を治める大王までのし上げた。
しかしその力を恐れた大王に裏切られ、幾度も大王やその兵士を殺し尽くしてきたため「皆殺しの騎士」と呼ばれるようになる。やがては「無限のダイアデルタ」と呼ばれる神と同化した超越者を殺しその心臓を食らった「最初の神殺し」となる。それ以来、不死性を獲得し一瞬で塵になるような攻撃を受けたとしても神の心臓が肉体を一瞬のうちに繋ぎ止めてしまう肉体となった。
過去に大穴から悪魔や異界生物が溢れだした際の討伐に参加しており、魔導王達によって設計製造された人の手には余る凶悪な兵器「大懺滅刀（カタストロファー）」を手に戦い続けた。人間側の形勢が不利になった時、大穴より地獄に乗り込みたった一人で多くの地獄の貴族を滅ぼし、人間側の形勢逆転に多大な貢献をした。キング・グッダーによる「古代九頭竜の呪い」の成功により異界生物の脅威が去った後も、単身地獄の奥深くで悪魔の連合軍と戦っていたが、地獄帝王の息子で分身ともいわれる悪魔大公アーマンに破れ、獄の獄（ジェイルネイル）という場所に捕えられていた。幾星霜の時を経て、ソオルによって助け出されたが、本来の肉体はソオルが助けることの出来ない状態になっており、獄の獄で眠っている。今の肉体はソオルによって与えられた仮のものであるが、神の心臓以外はほぼ同一と言っていいという。大きな力を使うと精神が肉体から離れていってしまう。そのため今の彼の力は彼の過去を知るものからすると話にならないほど弱いものらしい。
災厄の時代突入後は、近年の無理がたたってただでさえ弱っていた肉体が限界を迎え、医術式の力を借りなければすぐに朽ち果ててしまいそうなほどに衰弱してしまう。このままでは仲間を守ることはできないと考え、獄の獄にある本来の肉体を取り戻すことを決意し、ZOOの仲間に協力を依頼した。
破天万象七星のひとつであり、他の七星と思われる者たちとは浅からぬ因縁がある他、「秩序の番人」の設立にも深く関わっている。多数の女性に好意を寄せられてはいるものの、本人はいわゆる朴念仁であり、鈍感にもそのすべてに気付いていない。
ピンパーネル
声 - 志村知幸
ラハン大陸出身の元アッサシン。雌雄一対の剣、雄のグレアデと雌のリレッザを用いて戦う。超人的身体能力を持ちその速さは神速。普段は片言の共通語で話すが、怒ると母国語を口にする。トマトクンに絶対の忠誠を誓っている。無口で無表情だが、優しくユーモアのある男性。ピンパーネルの名は「瑠璃繁縷（ルリハコベ）」という花の名前。ハニーメリーに求愛されている。
カタリ
声 - 岡本寛志
ZOOのメンバー。キングダム・イズルハの元第三王子。母国訛りで話す。魚を連想させる顔立ちのため、主に仲間のマリアローズから、半魚人などとからかわれている。武器は2本の変形斧。稀少な武器に目がなく、彼の使う斧（イノイチ、ロノニー、後にハノサン、ニノシー、ホノゴ）らも結構な業物。後に斬馬刀も用いるようになった。ふざけていて頭も良くないが、知識は多く戦いでも活かされることがたまにある。ZOOで一番の仲間想いである。よく死ぬが、蘇生術を使えるトワニングに生き返らせてもらっている、ユリカ曰く「死にマニア」。記憶力はよく、道案内を務めることもある。ジェードリの戦いにおいて死亡し後に蘇生したが、彼の一時的な死とその状況はZOOのメンバーに大きな衝撃を与えた。
7巻までは「死にマニア」といわれるほど死んでいたが蘇生後、ジェードリでの一件を仲間達から聞いてどれほど心配をかけさせたかわかったらしい。トワニングがジェードリに長期滞在することになり蘇生してくれる者がいないこともあって、アンダーグラウンドに潜ってからの行動は司令塔として的確な指示を下すマリアローズの言うことに素直に従うようになり、死ぬことはなくなった。
最近、秩序の番人という組織に属するアーニャという彼女が出来た。
サフィニア
声 - ゆかな
ZOO所属の魔術士（マジシャン）。サフィニアは仮名（カナ）。真名（マナ）は「アーデット・ヨリコ・ジューテンベール永久幸運（イクス＝ザナス）」。魔術が後退してしまった現代では数少ない真正の、恐怖の繰り手（ドレッドスター）で、異界「贄の園」（サクリファイスプレーン）から住人を召喚する事も出来る。銀髪と翡翠色の瞳に、病人のような肌の色が特徴。巻数が進むに従い薄れてきてはいるものの、不幸オーラがある。サフィニアの師匠の閃光の魔女マチルダは、「一億人に一人の凶星のもとに生まれた娘」（ザ・デストロイヤー）と評し、その不運さはマチルダの手にも負えず、見捨てられ、エルデンにてZOOに加入した。
災厄の時代突入後は、師匠であるマチルダの「右腕」として付き従い、魔術による飛行や未完成であった「詠唱放棄（アリアレナンス）」の修行を行った。
本人には気づかれていないがトマトクンに思いを寄せており、トマトクンに女の影がちらつくと性格が豹変する。料理の腕はプロ級であり、外出先ではお弁当を披露することが多い。
ユリカ・白雪（スノーホワイト）
声 - こやまきみこ
ZOO所属の医術士。ブロンドの髪に灰色がかった青い瞳をもち、マリア曰く「絶世の美女」。気丈で、世話焼きな性格。SmCなどの悪党を非常に嫌う。見た目は10歳ぐらいだが、実年齢は23歳。その姿には壮絶な過去が隠されており、そのために舌足らずで幼い外見となっている。鵺（ぬえ）流古式戦闘術と呼ばれる格闘術を操り、腕前も優れていて、師であるトワニングに「あと十年もすれば達人級の腕前」（ちなみにこの流派の達人級の人間は、拳で海を割れるほどの強さ）と言われるほどである。怒った時はとても恐く、またアジアン、飛燕、荊王、ピンパーネルの4人の戦いを瞬時に止めるほど強く、彼らを屈服させたことにより「ユリカ・白雪最強伝説」と語られることになる。
紆余曲折を経て、14巻現在、飛燕とは相思相愛の仲である。
トワニング
ZOO専属の坊主。無益な殺生はしないが、有益な殺生は進んでする、破戒僧。蘇生式を扱える他、ユリカの格闘術の師匠。武器は使わず、肉弾戦を得手とする。原理は不明だが、異常なほどに筋肉が盛り上がったり、技によっては足や全身が金色に輝く。話が長く、空気が読めない。自らの肉体美をこよなく愛している。愛称は「髭」。同居しているトマトクンの家にはトワニング専用の祭壇がある。7巻以後は、かつて破門されたジェードリのオルトロス大神殿に戻り、街の復興に関わっている。ZOOメンバーで唯一マリアローズの性別を知っていると思われる人物である（III巻参照）。
きゅー
本名はキューベルアドラス。トマトクンの家にいる詳細不明の生物で、外見はかなり大きい白い毛をもつ動物のようだが、人間の言葉が理解できる。戦闘能力も保持しており、魔道兵の1体や2体くらいなら倒すことができる。「きゅー」「くう」というようにしか話さないので、「きゅー」と呼ばれている。普段はトマトクンの家の清掃を担当している。
洗い物が好きで、邪魔する者にはシャーッと口を大きく開けて威嚇するほど。
どうやらピンパーネルと密かに特訓をしていたらしく、12巻時点で体術ではアジアンと相討ち寸前になるほどの実力を発揮するまでに成長している。
ジャン・ジャック・ド・ジョーカー
ほら吹き貴族。本名ジャン・ジャック・デュパン・カリエール・ド・ラスペード。エルデンに来る事は滅多に無い。意地っ張りな性格で、かつナルシストである。母語である共通語の他、上古高位語（ハイロメオン）のような、すでに使われなくなった言語を解し、暗黒大陸の言葉を好む。魔術に関しても多少の理解がある。今の時代以前の「先の大戦」と呼ばれる何かがなんだったのかを調べており、オーメネイジ以前には確実に2025年まで進んだ時代があったことを発見する。
その嗜好から、ピンパーネル、カタリを「下手物」呼ばわりする。魔導王時代の秘宝「千の貫通（サウザンドピアッサー）」、「大懺悔嘯（ダイザンゲショウ）」、「摩訶鴉一式（マハークロウスーツ）」など、数多くの武器を持ち様々な武術や奥義を体得している。
魔導王グリムハーゲンとともに古城で眠っていたクローディアを起動させる際に自身の命の半分を彼女に与えたため、寿命は本来の半分になってしまった。彼が死んだとき、クローディアも死ぬ。
昼飯時に所属しているジャン・スタンバックはこの男の妹と思われる。
クローディア
ジョーカーの下女。「マイネイヒ」とよばれる魔導王グリムハーゲンの作った人形の最高にして最後の一体。いのちを作り出すことを目的に作られ、本当の娘にする予定であったが起動前にグリムハーゲンが亡くなったため眠りに付いていた。金色とも銀色ともつかない色の髪と目を持つ美人。ジョーカーにしか興味を持たず、ジョーカーが命ずると、体内から黒い物質を出し、鎌や鎖などを作り出すことなどができる。ジョーカーの所にいる前は、クローディアが「お父様」と呼ぶ魔導王グリムハーゲンの墓守をしていた。
ロム・フォウ
「深い森の黒真珠」。色黒でエメラルドの瞳を持つ美女で、人嫌いではないが余り町を好まず、自然の中で生活している。弓矢の達人で、正確無比の射撃を行う。また、剣術の腕も達人級。剣技は「音楽的」といえる独特のリズムで戦う。トマトクンに密かに情をよせているが、これといってサフィニアを敵視はしていない。マリアローズ曰く、「敵意なんか抱きようもない人」。友人である巨白狼のアルファと共に行動している。
アルファ
鬼人に飼われていた狼たちの王。ロム・フォウと戦った際に、主人である鬼人と部下の狼たちの全てを失い、その後ロム・フォウと行動を共にする。人語を解すが喋ることはできない。動物の気持ちを察することができるロム・フォウとは、ほぼ意思の疎通を図れる。トマトクンのことを嫌っている。狼だが、周囲には犬扱いされている。
ルーシー
11巻にて登場。美少年。ファー・セルジナのシー・シリー出身。母を亡くし、父を求めてエルデンへと旅立つ。エルデンについて右も左もわからず、悪党に拉致されかけていたところをマリアローズに救われた。そのこともあって、女ではないと知ったのちもマリアローズに好意を寄せている。何故かカタリと意気投合することが多い。また、男であるが、幼少の頃から履いていたスカートを好む。感情の起伏が激しく、大声をよく出す。戦闘スタイルは野性味ある激しいもので、マリア曰く「肉体的にも能力的にも伸び盛り」。数多くいるSIXの子供達のうちの1人で、似てはいないが戦闘能力だけは多少継承しているようである。
ハニーメリー
エルデェイニオン機術士匠合（EMU）から脱合してZOOに転がり込んできた元機術師。父は有名なはぐれ機術士の“ピンクショット”。薬物の副作用で蛍光緑色の瞳をしている。ピンパーネルのことが好き。

### 昼飯時「ランチタイム」
アジアンを頭領とするクラン。拠点は首都エルデン。基本活動内容はクラッカー。入団条件は不明。ただし、全員がアジアンに許可されている。昼飯を食べる仲間にも不自由する様な人間が集まったのを始めとするため、昼飯時という名前がつけられた。メンバーには財力や優れた戦闘能力を持つものも多いが、旅行者上がりのようなものもおり、規則以外は仲間に縛られない。現在は38人で構成されている。
アジアン
声 - 石田彰
黒髪に薄青の瞳。穢れし者どもの国の真の王が生み出した、最後の王子。マリアローズを熱愛している。クラン「昼飯時」の頭領（マスター）で美形である。男女問わず様々な人物から思いを寄せられている。
時間さえあれば常に高所からマリアローズをストーキングし、危険が迫れば颯爽と助けにやってくる。マリアローズのことを「極限愛（ラヴ・マックス）」「マイスウィーテスト」「薔薇」と呼ぶこともある。
父親のルヴィ・ブルームによって、「タナトゥス」「ジャシュギシュ」「アルカーディア」「ウルクハンド」「ヤヌゥ」という異界生物を体に憑依させられている。「タナトゥス」は背中から生える闇色の翼、「ジャシュギシュ」は左腕に宿る硬い黒い鱗の大蜥蜴、「アルカーディア」は右腕から伸びる黒い紐であり、その根元には目も口も暗い穴となった女の顔がある。「ヤヌゥ」は腹に開く何もかも喰らい尽す口として登場している。
彼らは隙あらばアジアンの身体を奪おうと抗うので、当初は彼らを使用することをためらっていた。10巻でのルブィ・ブルームとの戦いで、一度彼らに心と身体を奪われかけたがマリアローズの声で我を取り戻した。それ以降は彼らを支配することに成功し、戦闘などにも積極的に使用するようになっている。
他者の命を捧げる事で千人分の悲鳴を上げる、「泣き叫ぶ短剣（スクリーミングダガー）」の使い手。切り札として、右手に「泣き叫ぶ短剣」を突き刺して己の血を吸わせ、幾つもの節に分かれた真紅の剣を象る、「断末魔の剣（デスクライソード）」がある。「虐殺人形（カーネイジドール）」の異名で知られているが、アジアン自身はその呼び名を嫌っている。棘闇（ソーンダーク）は服のブランドで、モデルになるのを条件に衣服を提供されている（ザ・スニーカー2006年12月号）。
食事や睡眠をしばらくとらなくても平気。
漫画版ではマリアへの思いを形にした詩集「ラブ・マックス」を書き上げている。それを読んだカタリ曰く羞恥プレイ満載でアジアンの生霊が憑いていると言うほど中身が濃い詩集らしい。捨ててもアジアンがすぐにマリアの住居（漫画版は小説版の4巻後から5巻までの時代設定を採用しており、当時のマリアの住まいは高層寺院の屋上の小屋だった）の玄関ドアの前に戻してしまう。これに業を煮やしたマリアはユリカのアドバイスを参考にして銀行の金庫に詩集を預ける方法をとった。だが翌日には今まで書いた詩集とさらに新たに書いた詩集がマリアの家の玄関前に置かれていたため、マリアやZOOの面々からはアジアンの書いた詩集「ラブ・マックス」は呪われたアイテム扱いされている。
ベティ
「昼飯時」結成時からのメンバーで職は魔導士（ウィザード）。ベティは仮名。サフィニアの姉弟子に当たる。通称「垂れ目のベティ」（ベティ・ザ・ドゥルーピングアイズ）。特殊な精神集中（チャネリング）に入らず魔術を発動させる事が出来る「第三脳」（サード・プレーン）を持ち、テレポートを実現させたとてつもない実力の魔導士。露出度の高い服を着る。胸が小さいのを気にしており、寄せて上げているが他人からは胸が小さいとすぐにわかる。実際に胸を寄せて上げて露出度の高い服を着ていることについては同じ胸が小さい妹弟子のサフィニアからも『どうしてそんなに無駄なことを』と思われている（9巻参照）。そのことを揶揄されると相手に危害を加える。
昼飯時のメンバーとは良好な関係を保っているが、同クランのナツコとは犬猿の仲。
クラニィ
「昼飯時」結成時からのメンバー。取立て屋。報酬は4割。エルデンへ来る以前はハッツフォーという国の治安維持騎士団に所属していた。ダリエロと互角に戦うほどの実力者で、相手を殺さずに行動不能にする戦い方が得意。「昼飯時」の他のメンバーに比べると非常に常識的であり、お人好し。アジアンと親しく、彼の働きかけにより「昼飯時」が結成された。リリアという妻、ジョゼとユーリィという子供がいる。「昼飯時」の中心的存在だったが、SmCのジェイによって殺される。彼の死はアジアンや昼飯時のメンバーに大きな影響を与えた。
ローガン
「昼飯時」結成時のメンバー。酒場「ミケランジェロ」で働く。頭頂部の髪が薄く、逞しいが、中年太りの体躯。いつも人好きのする笑みを浮かべている穏やかな人物だが、天才的な刃物の使い手。愛した女性を殺したくなる性癖を持つ。クラニィの死後、「昼飯時」を脱退した。10巻にて再登場し、アジアンと戦った末に死亡。
リキエル
「昼飯時」結成時からのメンバー。アザナエル人（だと思われる）。筋骨隆々の仮面の男。真冬であっても上半身裸で外で筋トレをする非常識な面もあるが、性格は常識的かつ博識で思慮深い。アジアンに敗北してからは信仰する「彷徨える星神（ワンダリング）ソオル」に、アジアンのためにその命を使うと誓いを立てた。
ダリエロ
「昼飯時」結成時からのメンバー。元クラン「蛇蝎（だかつ）」頭領。凶悪で恐ろしくタフの暗器使い。奪う殺す犯すが大好物。左右非対称の服を着ており、右目は青く左目は黒のオッドアイ。ミシーリャに名前をつけた人物であり、ミシーリャの言っていることが理解出来る。
カイ
粉砕女。「明けの明星（モーニング・スター）」の使い手。戦う時は全身を特注の鎧で完全武装している。鬼人（オーガ）の谷で戦闘奴隷として育った。エルデンでクラッカーとして暮らしていたが、昼飯時に加わる。まっすぐで素直な性格。アジアンに恋心を抱いている。口癖は「粉砕するぞ」。
ヴィクトリア
長身の医術士。妹に比べれば医術式の腕前は劣るが、綿密な施術をするため仲間からの信頼がある。
190cmを超える身長を気にしてか極端な猫背である。フリル付きの黒い女性用医術士服、黒いリボン付きの女性用医術士帽を身にまとっている。前髪が長い、金髪ウェーブ。
両親は列車事故により亡くなっている。
ナツコ
ヴィクトリアの妹。医術士。医術士としての腕は、姉のヴィクトリアよりも良いが、女性や好みではない男性が患者の場合、施術に手をぬく。「穴女」（ベティ談）と呼ばれるほどの男好き。服のサイズが合わない姉のために服を縫ってやったり、化粧を施す、髪を金髪に染め上げるなど、姉想い。
同クランのベティとは犬猿の仲。これは胸が小さいくせにやたらと露出度の高い服をベティが着ているのが似合わない＝気に入らないということらしい。ナイチチ、ニセチッチと言ってはその度にベティから魔法攻撃されているが、一向に改めようとしない（Ver3参照）。
ヨグ・フローヨ・メイドルフ・サイケングレンマイセルヒ
眼鏡をかけた神出鬼没の青年。穏和な性格だが意味不明な言動が多い。他人の夢に介入したり、水を精製・凝固させたりすることができる。様々な名や姿を持っており、ヨグの名前も偽名。父親は他人に紹介できないような人物だと語っている。地獄帝国出の悪魔（ヒト）であり、Axxfflamanddraという種族。真の姿は無数の蝶であり、他の生き物に擬態することが出来る。
クララ
高利貸しの美少女。胸が大きく、高飛車な言葉遣いで話す。ラフレシア第三帝国の貴族。上からものを見る傾向があるが、忍耐心がある。
ナツコのように露骨に表には出さないものの、ベティの性格については『はっきり申し上げて、むかつきますわ。生意気ですのよ。ニセチチのくせに。』と内心思っている（Ver3の201ページを参照） また、アジアンの夢の中では「そのようなことは例えばベティさん。あなたのように心底からひねくれた方にお任せしますわ」とも言っていた（8巻参照）

### エルデン在住民
モリー・リップス
肉感的なボディを持つ、妙齢の美女。凄腕の医術士であり、数百人の孤児と精神障害者を受け容れる「アサイラム」の頭。現代で使われているようなことわざをアレンジして使用している。色欲が強く不精ではあるものの、母性に満ち溢れた素晴らしい女性で、マリアローズが手放しに甘えられる人物である。十数年前から外見が変わっておらず、常に24歳と自称している。
ベアトリーチェ
くすんだ金髪と深く蒼い瞳を持つ少女。アサイラムに引き取られた孤児で、一度は「秩序の番人」に所属していたが、「SmC」と「秩序の番人」の戦争の際にSIXに拉致・強姦され、戦線離脱。救出された後は医術士であるモリーの助手となり、同じく医術士を目指して修行している。口調が堅苦しい。医術士の服を着ているが、刀は手放さない。剣術に優れる。マリアローズに恋心を抱いているが、素直になれない。本人は隠しているつもりだが、モリー（おそらくマリアローズも）には気づかれている。
コロナ
美しい紫の髪と瞳を持つ耳年増で小柄な少女。15歳。大剣を軽々と扱う魔術士（マジシャン）。古めかしい黒魔術師の衣服を着ている。記憶力、理解力が悪い。過去に師匠である魔術師に非人道的な人体実験を施されており、魔術を使うと暴走してしまう。心身の安定のために特殊な薬物を服用する必要がある。レニィに恋をしている。
レニィ
コロナと行動を共にする、ハッツフォー独立軍領出身の少年。16歳。運び屋の仕事で死にかけた際に、ロム・フォウとコロナに助けられる。特殊な薬を服用させられたために「精霊憑き」となり、感情の昂ぶりに呼応して精霊が彼の命を代償に力を発現させる。目つきと口が悪く、睨んでいるように見える。剣の腕は悪くなく、現在はクラッカーとして生活している。
トモヨ
「文書館の女王様（クイーン・オブ・ライブラリー）」。縛られている事が嫌いで、普段はセーターのみを着用する。レニィのことを気に入っている。魔術を嫌っているが、かなりの使い手である。サフィニアやベティ同様、マチルダの弟子。
ショコラット
はぐれ機術士。マリアローズに弱みを握られているため、安価で武具を作らされたりメンテナンスをさせられたりしている。
ファニー・フランク
通称「メリクル男」。鶏のような異界生物（フリークス）であるメリクルに似た、羽根のあしらわれた鎧を着ているが、顔は男前。クラン「創世の翼（ジェネシスウィング）」の総帥（マスター）。鎧には早着替え装置がついている。戦闘力は低い。
権堂（燎亥）
顚聖虞（テンセイグ）出身の生真面目な男性。25歳。祖国の顚聖虞では“馬尾結”という、長い黒髪を頭のてっぺんで結う髪型をしている。顔立ちは美形で、天意神妙剣の使い手。愛刀は「千日雨」。いつもサトーと行動を共にしている。
サトー
オークリッド首長国出身の男性。27歳。オークリッド首長国伝統の武器“マドゥー”の使い手だが、腕はよくない。10年以上侵入者を続けているが、その日暮らしの生活。「働かねえやる気ねえテキトーだらしねえそれでも死なねえお気楽人生」がポリシーで、怠惰な性格をしている。
ヴィヴィアン
どのような新米とも組む、雇われ医術士をしている女性。腕は一流だが、ともにアンダーグラウンドへ潜った侵入者が死亡することの多いため、“疫病神”と呼ばれる。冷静沈着で無表情のため、冷たい印象を受けるが、優しい性格。不名誉な渾名も、彼女が新米侵入者であっても組むからである。ver0とver1に登場。
コント・デ・コント、ピント・デ・ピント
Ver.1に登場。エルデンに住む、兄弟の侵入者。かつては人助けをするために兄弟で僧侶を目指していたが、現在は新参クラッカーへの悪戯をするのを趣味としている。コロナとレニィに対し、親切に振舞う。
アンジェ
路上で商売をする、女性。初登場はVer0で喉を負傷していた。マリアローズがモリーの存在を教える。11巻ではモリーに喉を治療してもらい、ルーシーの前で歌っている。
アニー
12巻で登場。「あたしぃー」のように間延びした口調で話す女性で、そばかすがある。肉好きが薄く、全身を拘束ベルトのようなもので飾っている。撮影師を仕事にしている。美少年や美少女を好む。変態。怒ると機材を投げつけてくる。

### 秩序の番人「モラル・キーパーズ」
デニス・サンライズをリーダー「騎士団長」とするクラン。拠点は首都エルデン。基本活動内容は要所施設の警備、治安維持など。入団には厳しい戦闘技術、精神面での評価が求められる。「悪なれば即ち、これを斬る」を原則とし本来、法の存在しないエルデンにて自分たちが「悪」と判断したものは問答無用で斬り捨てる。隊単位に分かれ、各隊に隊長を据えて活動しており、規律は厳しく隊中法度は絶対である。前身となるクランは「モラリティ」。
デニス・サンライズ
クラン「秩序の番人」の創始者にして初代総長。別名「太陽鬼」。破天一流免許皆伝。豪気な男で、トマトクンがメロンクンと名乗っていた時からの戦友。鎧「有翼天将」、大刀「日輪」、脇差「月明」を操り、実力はSIXすら凌駕するとも言われていた、カリスマ的存在。SmCとの戦で、罠にかかり死亡。
羅叉（ラサ）
元副長兼四番隊の隊長で現「秩序の番人」総長。凰州出身。ヨハン・焔・釈拿・琺瑠とは幼馴染みにあたる。顔中に傷がある。「死神」の異名の通り、「義」の上では冷徹非情だが、根底に熱いものを秘めている。デニス・サンライズを実の父のように慕っていた。デニスの死後、「日輪」を受け継ぎ総長となるも、弱体化の一途を辿る秩序の番人を叩きなおすために行った総長争奪トーナメントでのトマトクンとの一騎討ちに敗北、総長代理となる。ただただ剣であり続ける事が望みである。デニス・サンライズの持つ鎧の後継機「有翼魔人」を保有している。
焔（ホムラ）
凰州出身。第七番隊の長。口は悪いがとても優しい。「女夜叉」釈拿（シャクナ）の夫。ベアトリーチェ救出のため、「おしゃぶり人形（サックドール）」襲撃の際、妻の仇であるSIXに立ち向かうが不死身を利用した反撃を喰らい、死亡する。
ヨハン・サンライズ
副長兼三番隊の隊長。デニスの義理の息子に当たる。実父はカレル・シュペクナー。頭脳明晰で理路整然とした皮肉屋。それゆえ、団内での評判はあまりよくない。「秩序の番人」の前身、「モラリティ」の時からクランを見続けてきた。デニスの代も、羅叉の代も、総長の影となりクランを支えている。デニスの死後、「月明」を受け継いだ。誰よりも義父とトマトクンを尊敬していた。12巻では近眼のためメガネをかけるようになったことでクラン内の女性からもてるようになった。胸の奥では琺瑠のことを愛しているが、クランのため常に冷静であろうとすることでその思いを押し殺している。
琺瑠（フォール）
凰州出身。副長兼五番隊の隊長。東部系の美女。「女夜叉」釈拿の姉。凛とした顔つきに似合わずかわいい物が好きで、マリアローズを女の子だと勘違いして寮に泊まろうと誘った事もある。
釈拿（シャクナ）
凰州出身。琺瑠の妹で、焔の妻。その卓越した剣術から「女夜叉」と呼ばれていた。任務中にSIXと戦闘し、死亡した。焔の子を身籠っていたが、子も死亡した。
マシュー・シュナイデル
二番親衛隊隊長。デニスの死後、副長になった。30代なかばで秩序の番人の最古参。義に厚く、鋼の意志を持つ実直な人。皆の個性をよく理解している。
アーニャ・クルチバ
二十七番無名隊隊長、JMA副会長。19歳、灰色の眼にブルネット。その童顔と若さを駆使し、情報収集を行う。ヨハンに恋い焦がれ、その叱責に悶えるドM。しかしカタリにはドSになる。
カタリと何回かデートしている。フォールとヨハンがいい仲になっていくことに気づき、カタリにヨハンへの思いを打ち明けたことで完全ではないものの、ある程度まではヨハンのことを振り切ったようだ。

### 加虐的殺戮愛好会「サディスティック・マーダーズ・クラブ」
SIXをリーダー「大君主・オーヴァーロード」とする、クランというよりも悪党の寄り合い所帯。奪いたい時に奪い、犯したいときに犯し、殺したい時に殺す。拠点は首都エルデン。入会条件はs、m、cの刺青をすることだが「サディスティック・マーダーズ・クラブ」はエルデンでとても恐れられており、その恩恵にあずかろうとした小悪党が焼印をいれるという方法が流行っている。フィクション中とはいえ、ここまで問答無用完全無欠な悪党たちは珍しい。基本活動内容は「我慢するな!! 今、1番したいことをしろ!!!」。何をするも自由な都市エルデンではあるが、さすがに悪行をやりすぎたために秩序の番人を中心とするZOOなどのクラン連合と衝突し壊滅。現在は残党狩りが行われている。
SIX（シックス）
不気味な男。長身で肌が陶器の如く白く、美しい黒髪に艶かしくおどろおどろしい声を持つ。快楽のためにどこまでも残虐になる狂人。狂った愛に満ち溢れた男。アジアンを利用し、デニスを陥れ、己の部下の数々も陵辱し殺した。トマトクンとは長年の因縁があるようで、彼と互角に渡り合う程の実力を持つ。悪のカリスマ。どれだけ斬られても再生する。泉里決戦でトマトクンに体を分断されたが、ジェイの一人がSIXの左腕を持って逃走、その後復活した。13巻で「シブヤ・イチル」という本名を明かす。元々はただの人間だったが、ある日蛆虫のような生き物に体内に入りこまれてから現在の状態になり、千年近く生きているらしい。左腕だけになろうが灰になろうが必ず再生するが、SIX自身は死にたがっている。
数多くの作中での戦いを経てとうとう敗北し、本人の望みもあって再生しても動けないように杭を刺された状態で人型の檻の中に閉じ込められて中央広場に見世物のように置かれていた。「古代九頭竜の呪い」が破られた後はベアトリーチェによって開放され、ベアトリーチェを守っている。
ジェイ
SmCのSIXの側近である、ラハン出身のアッサシン。釘状の「ネイル」という武器を使う。用途によって形状が違うのに「ネイル」で統一しているあたり、拘りがあるらしい。SIXに心酔しているため、アジアンに一時期強烈な憎悪と嫉妬を抱いていた。全くそっくりな2人組で活動していたが、1人は3巻で、もう1人は13巻で死亡した。
ボルフェンゲーテ
SmC所属の死霊術師（ネクロマンサー）。年齢不詳。ジェイと同じくSIXの片腕的存在であり、彼の死霊術により数々の決戦においてSIXに貢献している。無口で常に死人のような表情をしており、マリア曰く声も死人のようである。「泉里」において秩序の番人の奇襲にあった際も活躍したが、マリアローズの不意打ちを受け屋根から転落死した。

### 王龍
荊王（ジンワン）
龍州人。クラン「王龍」の頭目。すっきりとした顔をサングラスで隠している。好きな人の歯を抜きたくなる異常な性癖を持っている。戦闘スタイルは飛燕のように武術を身に着けているわけではなく本人曰く「喧嘩殺法」で、双節棍（ヌンチャク）と鉤爪のついた十字棍を使う。

### S*K「シリアル・キラーズ」
飛燕（フェイヤン）
龍州人。クラン「S*K」の頭目。子供のようなかわいらしい容姿だが、実はユリカ同様23歳。似た境遇のせいか、ユリカを気に入っている。八十四散乱打の達人。かなりマイペースな性格で、ピンパーネルの無表情を崩すほどである。先天性の病気で体温が人より高く、いつも厚着でないと体調が悪くなる。戦闘馬鹿で、常にピンパーネルを「ミスター・ピンパー」と称し戦いたがっている。

### パンカロ・ファミリー
エンツォ・パンカロ
パンカロ・ファミリーの首領。ジェードリの赤線地区を統一したことから、通称“パパ・パンカロ”と呼ばれる。一代でパンカロ・ファミリーを築き上げた偉大な人物だが、三男チーロをかばって「罪そのもの」の魔術により死亡。
ウーゴ・パンカロ
エンツォの長男。少年時代は「テリブル（恐怖の）・ウーゴ」と呼ばれ恐れられていたが、母に諭され芸術の道へ進む。特にピアノを好み、よく弾いているが指の力が強すぎるため音が外れてしまう。また、男色の気がある。芸術を始めてからは昔の凶暴性は影を潜めていたが、血塗れ聖堂騎士団との戦いで復活。活躍はするものの、エンツォと同じくチーロをかばって死亡。
ニーノ・パンカロ
エンツォの次男。額が異様に狭く、そのことに触れると激怒する。また、解剖愛好癖があり、何かにつけすぐにナイフを出す。チーロをかばって死亡。
チーロ・パンカロ
エンツォの三男。単純かつ短気で、考えること、我慢することは苦手。筋骨隆々といった体格で、身長は190cm近くもある。ヘンリー・ブラックモアに右腕を切断され、現在その右手は戦闘用の義手「ハンマーパンチ壱號」と化している。「罪そのもの」との戦いで4人に庇われ一命を取り留めるが、その時のダメージが原因で意識不明に。回復後、ジョーカーの指揮の元でファミリーとともに血塗れ聖堂騎士と戦い、勝利する。
災厄の時代突入後は、ファミリーと共にジョーカーに付き従い各地を転戦。現在はモトローリィの玄関口で難攻不落と名高い要塞都市シャッコーで悪魔の軍団と戦っている。
カルロ・ボッシ
パンカロ・ファミリーのボス「パパ・パンカロ」に仕える腕利きの幹部。「パパ・パンカロ」亡き後、「パンカロ・ファミリー」暫定的に指揮していたがチーロの回復後は以前同様に補佐を努める。睨みつけの怖さは殺人的で、チーロをも震え上がらせるほど。特殊な指輪を嵌め、特殊な振り方をすることで驚異的な切れ味を発揮する、奇剣「蓮華」の使い手。
ジョゼッペ・ザンニーニ
“闘鬼”。エンツォの義兄弟で、パンカロ家の三兄弟にとっては伯父のような存在。殺しと拷問のスペシャリスト。チーロをかばって死亡。
リク
ジュードリに流れ着き、ローラに拾われ孤児たちを世話している家に居候しながら「パンカロ・ファミリー」に仕事をもらっていた青年。
最初はパンカロ・ファミリーの下働きだったが、血塗れ聖堂騎士団の事件の際、正式にパンカロ・ファミリーに加入する。
本人は隠しているつもりだが人間離れした運動能力を持つ。正体は擬態能力を持ち他の生物を食らって力にする人外の生物で、「穢れし者どもの国」で代役をした彼の美しさの象徴であるアジアンの姿に擬態している。だが、アロンズ・ニードルスピアに敗北して以来、擬態能力が極めて不完全なものになってしまった。

### ジェードリの住民
ルカ
ジェードリの少女。16歳。中途半端な長さの亜麻色の髪に、男の子みたいな服装をしている。
超越者で幼い時からその事でいじめられていた。
父親は漁師で天候の悪い日に船を出し帰ってこなくなった。
ローラに拾われてローラの家に住む。
ローラ
娼婦。孤児たちの「ママ」。
孤児院を経営している。
ハーヴェイに殺され、最後は孤児たちに囲まれ幸せに息を引き取る。
ステラ
孤児。
孤児院の姉のような存在。
ジョルジュ
孤児。
いつも本を読んでいる。
ラッチャ
孤児。
テッド
孤児。
アンナ
孤児。
ミミ
孤児。

### 血塗れ聖堂騎士団「ブラッド・テンプル・ナイツ」
「汚物、愚かな動物、罪人はロシュの地に還り、ロシュの火に身を焼かれ、ロシュの計画に参加することによってのみ全ての罪から解放される」という（簡単に言えば、「死ねば救われる」という）破滅絶滅宗教、「ロシュ教」を盲目信仰する騎士団。かつてはロシュ教を信仰する国の一騎士団でしかなかったが、聖堂騎士団長アロンズ・ニードルスピアによってかの国の欺瞞を暴き、ロシュ教の教祖たちを皆殺しに、自らと同じく罪に穢れたものたちを集め、国にとってはただの搾取のための建前でしかなかった教えを「完全万能絶対の神の啓示」と信仰する彼らは暴走を始める。SMCが暴力を中心とした悪意を体現した集団なら、こちらは独善的な宗教による狂気を体現した集団といえる。現在はルイ＝カタルシスと共にラフレシア第三帝国へ渡り、第三皇子オクタヴィアン・ギュスターヴ・ヴィス・ラフラシアに付いて「血塗れ皇帝騎士団」となった。
「サー・ジューダス」アロンズ・ニードルスピア
血塗れ聖堂騎士団、団長。「神がかった男」。ロシュの声を聞くことが出来、養父からは「神が地上に遣わした子」と信じられており本人も疑っていない。自らが仕えていた国の欺瞞を暴き世界救済組織、血塗れ聖堂騎士団「ブラッド・テンプル・ナイツ」を打ち立てる。落ち着いた、思慮深く智謀の深い人物だがかなりの狂信者。神槍「ロンギヌス」を帯槍し、愛馬「アバドン」を駆り神罰代行者として全ての罪を浄化するため血塗れ聖堂騎士団を率いる。ZOO、パンカロ・ファミリー、バルモア商会私兵隊の連合軍との戦闘で追い詰められエニグマ・リングという指輪の力を解放する。それにより、神であるロシュがアロンズの肉体を媒介として降臨した（受肉）。しかし、そのロシュもソオルの力を借りたトマトクンに倒された。現在はルイと共にいるようである。
「サー・アンドリュー」ヘンリー・ブラックモア
嘘吐き。リリアンの冗句をつまらないと言う。意外と戦闘狂。独特の戦い方で、騙し討ちに近い剣術を操る。狂信的な者が多い血塗れ聖堂騎士団において、人間らしい人間。今まで数々の死線を潜り抜けてきた。アロンズの計らいにより、彼の破戒の指輪の試練を免れる。
「サー・フィリップ」リリアン・イヌテロ
元傭兵。落ち着いた調子で話すが、折に触れて冗句を言う。ヘンリーにつまらないといつも言われる。そしてそれをセンスが悪いからと返す。そのセンスはヘンリー曰く「時代の斜め上か下を行く」。ヘンリーとの仲はいいようで、二人でいる事が多い。ヘンリーと同じく、破戒の指輪の試練を免れる。生き別れの兄がいるとされ、第三巻に同じ姓をもつ男が秩序の番人に確認されているが、詳細は不明。ただしこちらのイヌテロは戦死したためどちらにしろ会うことはない。
「サー・ピーター」ロイ・チャーチル
血塗れ聖堂騎士団の中では比較的普通の人間。周囲の空気に流されやすい性格のようで、それを見抜いていたアロンズにより、破戒の指輪の試練を最初に受ける事になる。
「サー・バーソロミュー」イオネア・ブラントロウ
元海賊。改心司教（サディスト）たちにより改心（洗脳）させられる。その際にかつては美貌だった顔の半分が醜く焼け爛れてしまった。決戦前に破戒の指輪の試練を受け、さらなる狂信者となる。卑猥な言葉を言った後に、修道女のように懺悔する。ジョーカーの剣技によって細切れにされた。
デアデビル（向こう見ず）
身長2m50cmの巨漢。血塗れ聖堂騎士団の重装兵を指揮する。武器はハンマーで、非人間的なパワーを誇る。アロンズが彼を呼んだ名前がデアデビルだったため好んでそう名乗る。ロシュではなく恩人のアロンズを盲信している。彼もまた破戒の指輪の試練を受け、ロシュの狂信者となり決戦に挑むがチーロに敗北する。
The・Sin「罪そのもの」
モニカ・トトゥーアという名の普通の少女であったが、魔術の才があったため魔術師にさらわれたことにより魔術の教養がある。「ロシュ教」では魔術は絶対禁忌とさせているので、救出された後「有罪である上での、更なる有罪判決」を下され、改心司教の激しい苦痛と恥辱を伴う「永劫凍土・コキュートス」入りの末、苦痛も恥辱もロシュ教への恨みも理不尽な運命への怒りも一切合切全て消しとび、はれてその身の全てをロシュに捧げる神への供物に「回心」し、アロンズ・ニードルスピアとロシュに仕える。目をきつく縫い合わされている。ジェードリに魔術を以って惨劇をもたらした。ジョーカーとクローディアの奇襲により即死するが、彼女の死により自らを触媒とした禁断の召喚魔術が発動、贄の園の住人「サリア・ベル」が「降臨」する。

### 黄昏の魔導王
「原子の極大魔術士（アトミック・マキシマム・ドレッドスター）」キング・ロード・グッダー
「払暁千年王国（ドゥーン・ミレニアム）」を統治する強大な魔導王。総勢二十五万にも及ぶ「魔導兵団（ドレッドループス）」をほぼ独力で率い、更には「竜界（ドラガンド）」と呼ばれる異界で大いなる力をもつ姉弟九頭竜ナ・インとノ・インを決闘で打ち負かし「不壊の誓約（エバラストフェイス）」の魔術で完全に屈服させ従わせている。大戦末期、「混沌と恐怖の巷（エルデェイニオン）」と呼ばれ異界生物の中枢であった大穴に進軍し、率いた魔導兵団がほぼ壊滅する痛手を負うが、大穴を物理的に塞ぎ魔術によって異界生物の侵入を防ぐ魔術「古代九頭竜の呪い」を九頭竜ノ・インと大勢の犠牲によって完成させ「サンランド無統治王国」の建国を宣言した。この時から、再度異界生物達による侵攻が起こることを予見しており、サンランドの建国は人間たちが平穏に慣れてその牙が抜かれる事の無いようにするための措置だった。
「死霊女王（スペクトラクイーン）」レディ・麟霊
大陸東部に「蔓（バン）王朝」という名の国を築いた女王。「戦慄楽団（シバレス・オルケストラ）」という戦闘用に改造された人間ベースの生体兵器、戦闘奴隷「ムサド」で構成された兵団を率いていた。他の魔導王に比べても「不死性」というものに異常に執着しており、配下のムサドは人体研究の副産物として生みだされた。さらに魂の研究を行うために魔導王時代の終末期に行方をくらまし、アンダーグラウンドで偽魂を製作、後の時代に「喪神街オレストロ」と呼ばれる場所を形成する。本編第一巻にてZOOの一行とオレストロ深層にて遭遇。一行の猛攻に押されるが、その身を用いた魔術で玄室を封印し、眠りについた。
「鴉大帝（グレイト・クロウ）」ギュンツァー
ミッドランズ中部の雄国バルテッサを治める。幻の巨鳥「摩訶鴉（マカガラス）」の背に乗って天空を駆けまわり、自身の生み出した人工生物の軍勢を率いていた。ジョーカーの所有する「摩訶鴉一式（マハークロウスーツ）」はこの魔導王が製作した。彼もまた他の王達の例にもれず不死を追い求めており、その結果として本編のマリア達の時間軸に名前のみではなく顔も出している。ルヴィー・ブルームとは友人関係。ジュジとも繋がりがあり、彼の人工生物はジュジの技術供与によって誕生した。
「恵みと慰めのジヴリール」
大陸西南部を治めたタナソア王国の女王。類い稀な美貌をもつ生まれながらの女王であり、そのやさしさと愛を求める者に惜しみなく与える。王国の象徴であることを自らに誓い、祈り願い愛し救う者となることを自らに課していたが、客将といてまねいたサー・ディオロット・マクスペインに対する思慕の念を募らせていた。大戦末期、地獄に単身攻め入らんとするディオロットを制止するため最後まで彼と共にあったが結局は止めきれず、思い余って叫んだ告白も彼には届かずじまいだった。
「機関王（エンジン・タイクン）」マハリク・ゴンドラゴナ
大陸南東部の機械化王国ギアロゴス国王。魔術工学（ギアロニクス）と呼ばれる分野を開拓し、配下にギアロゴス機械化軍四十七師団を抱える。先の大戦においては他の魔導王より先に異界生物との戦いにより敗死。配下の機械化軍も全滅した事により、治めた国土は大邪竜兵団による空襲を受けた。サー・ディオロット・マクスペインの持つ大懺滅刀の設計者の一人。ジュジからの技術供与を受けていた。
「凍てつく森の人形王（ドールマスター・オブ・フローズンフォレスト）」アドニス・グリムハーゲン
大陸北部の無限凍土（フローズン・アビシ）を治めた魔導王。無限凍土の奥深くに居城であるローク・ララウィー城を築き、自ら作りだした人形と共に生きてきた。最晩年には自身の最高傑作と言えるMayneichをこの世に創り出す事に心血を注いだ。しかし、自身の余命が幾ばくも無い事に気付いておりMayneichに命を吹き込む最後の工程を後世に託し棺の中で息を引き取った。この願いは後にジョーカーの手で叶えられる。

### その他の重要人物
キング・グッダー
サンランド無統治王国に君臨する魔導王。代々グッダーの名を継いでいると思われているが一度も代替わりしたことがない。そのため、王の個人的な知己くらいしか現王が何代目か知らない。彼自身は巨竜ノ・インの遺骸、九頭竜大骨格を用いた「古代九頭竜の呪い」という古代封印呪式の維持と、首都エルデンの限られたエリアの秩序とシステムを完全守護している魔導兵団（ドレッドループス）の統御に持てる魔力の全てを注いでいる。王宮シャイニンググローリーパレスの竜形の玉座、「天から災厄の時代を告げる者（カラミテイジ・エンジェル）」から片時も離れない。容姿は不明だが長い髭を蓄えており、考え事をする時は右手で髭をしごく癖がある。謎の「7人」の中の1人。
りりぃ
全長2mの真紅の甲冑に身を包んだ、剃髪した美女（戦闘に特化した体のため、人間であるかどうかは不明）。超巨大な曲刀の二刀流を操る達人。
薔薇のマリア本編の第一巻と四巻にてカタリ達とはぐれたマリア、サフィニア、ユリカの3人を救った。「りりぃ」と名乗ったがこれは捨てた名前だということが第四巻で彼女自身がファッルーカに説明している。どうやらかつて捨てた名前を口にするほどマリアローズを気に入っているようだ。
武器の名前がアルティメットブレイド・“ギャラクシー”・ダブルオーセブンティーエイト・メタルデス・“緋ノ魂滅”と異常に長い。
トマトクンを憎んでいる。アンダーグラウンドの下層に住んでおり、己の力を研磨する事に心血を注いでいる。ルイとは姉弟らしいが、詳しくは分からない。「7人」の一人で、剣聖ヴァン・ヴラドXL“モータルレッド”でもある。
かつて竜が地上にはびこっていた時代、魔導王の時代よりさらに以前から肉体を機械化して生き続けている。現在でもその改造行為は続いており、動きはもはや人に再現不可能な域にまで達している。
ルイ＝カタルシス
ラフレシア第三帝国で、ライター、デザイナーなど数々の仕事をしている片眼鏡（モノクル）の青年。りりぃやトマトクン、果てやキング・グッダーとも知り合い。猫のジュジを連れている。ラフレシア第三帝国では士爵の称号を持っており、その時の名前はルイ・アシュモダイ・アデモンディオである。
ジュジ
猫。灰色の毛で、赤い首輪をしている。ルイの飼い猫のように見せかけているが、実はルイはジュジの片身（スペア）で、こちらが本体。阿麼李に「にゃんこ」と呼ばれ、「うそつき」とも言われた。竜人レインドゥラス・ヴィシュクラトーの呼ぶ「間違っている世界」からの世界の再生を目的としている。「7人」の1人。
りりぃと同じく魔導王の時代よりさらに以前から生き続けており、かつて肉体が大きな損傷を受けた際の延命の結果情報体に近い存在になっている。先の大戦で失われた文明の数少ない生き残りであり、現在存在している機械的な技術はすべて彼がもたらしたもの。機械を研究している機術関連の組織もすべて彼が創始者であり、上層部の人間も彼が作り出したデュプリカントと呼ばれるクローンが務めている。
ファッルーカ
クソ長い本名を持つ地獄の大公爵。ピエロのような外見をしている。アンダーグラウンドの住人。双生児魔導王ニオ・キオの友人であり、現在は彼の魔導王が作った閉鎖魔宮の支配者として完全に自由に振舞っている。比喩の表現に性的なものを選ぶ癖がある。りりぃが好きらしい。
阿麼李（アマリ）
巫女神（シビリリス）とも呼ばれる、奇天烈少女。死霊術を完成させた魔術士にして最大の使い手。元々は麼禱埜霊国の霊姫であり、霊法という死体を操る手法を発展させて死霊術を編み出した。人間は生かしておくより死体にして自分に服従させた方が役に立つという考えの持ち主であり、霊国で気に入った人間や反発する者を次々殺し自分の手駒にした結果反乱が起きたため面倒になって国を出た。猫が好き。ジュジと共にいる場面が多く、ZOOに敗れたアロンズ・ニードルスピアの前にも現れた。ルイと共に行動しており、ラフレシア第三帝国の皇帝継承大典にて次代皇帝暗殺に加担した。「古代九頭竜の呪い」が破られた後は悪魔や贄の園の住人の死体を兵として使っている。
リルコ（ヴェロニカ）
ヴェロニカは仮名。「紫のヴェロニカ」。謎の美女。やたらと薄着。強力な超越者（オーバリスト）。自ら創り出した魔術、「息吹」を使うことが確認されている。また、トマトクンやトワニング、ジョーカーとも面識があり、ZOOの創設を提案したのも彼女であるため彼女もZOOの一員といえるのだが、なぜかジュジと共に行動している。
ソオル
彷徨える者。彷徨える星神（ワンダリング）ソオルとも。自称トマトクンの「友人」。かつて世界の管理者である神であったものの、その力の一部を除いて多くの神の権能は失われている。存在自体が曖昧で、顔立ちが見るたびに微妙に変化する。特徴が薄着で服には袖がなく、頭から純白の布を目深に被り、右腕のような左腕と左腕のような右腕を持つ。どこにでもいてどこにもいない存在であるためトマトクンが呼べばどこにでも現れる。自分の意志で現れることはあまりない。トマトクンが現在所持している剣「聖断罪の剣」の本来の持ち主で、その力を解放する手伝いをするなど以前からトマトクンを何度となく救っている。トマトクンに大剣と鎧と今の肉体を与えたのも彼であるらしい。トマトクンを「大量の死の上に立つ者」と呼ぶ一人。
B・B
B・Bというのはバーニング・バラッドの略。剣聖モータルレッドの弟子を名乗っているが、実際にりりぃからの教えを受けたことはない。まだ若かったころ、アンダーグラウンドで死にかけていた彼はりりぃに助けられた。それ以来彼女に魅入られた彼はりりぃを追い続け、彼女の技を模倣修正しどんどん腕を上げていった。そして増長した彼はりりぃに戦いを挑んだが、為す術もなく敗北した。だがりりぃは彼がまだ発展途上であることを見抜き、いずれは自分の敵になりうることを期待して彼を見逃した。それ以来彼は剣聖の弟子を名乗り、ただ彼女の役に立つために腕を磨き続けている。「武技概論」の著者。n'ebulaの常連。ツケが大量に溜まっているが、金はある。
ジュジの勧誘を受け、現在彼の一団と共に行動している。そしてラフレシア軍がエルデンに攻め込んだ際に先陣を切り、現れたりりぃと激闘を繰り広げる。戦いはりりぃの勝利で終わり、B・Bは望み通りの死を迎えた。

## 世界観・用語

### 世界
現在の暦はオーメネイジと呼ばれるもので、その以前は2025年辺りまで時代の進んだ文明があったことが確認されているも、それがなんだったのか、何故オーメネイジに変わったのかは世界的になかったことにされているため不明。オーメネイジに変わるきっかけとなった事件は「先の大戦」と呼ばれている。オーメネイジは「前兆の時代」とも呼ばれており、この時代が終わりを告げた時「災厄の時代（カラミテイジ）」が始まるらしい。
そして900年9巡月5番日、オーメネイジは終わりを告げ、カラミテイジが幕を開けた。
地理上では永久大陸ルミナス・アルファを中心に、バクー大陸（通称暗黒大陸）、グラー大陸、ラハン大陸といった大陸があり、多くの大陸は赤道より北にある。

### サンランド無統治王国
永久大陸ルミナス・アルファ（通称α大陸）にある王国。異界の扉が無数に存在し、異界生物どもが跳梁跋扈していた「混沌と恐怖の港（エルデェイニオン）」を、魔導王「キング・グッダー」がその圧倒的な魔力を以って制圧し、異界生物を「古代九頭竜の呪い」で封印してその上に建国された。「君臨すれども統治せず、支配すれども関知せず」の原則にのっとり、法が全く存在しない国家。奪うも殺すも自由だが、同時に奪われても殺されても文句は言えない。キング・グッダーは自分の手足である魔導兵をエルデン各所に配置し、自身は首都エルデンの中枢「シャイニング・グローリーパレス」に篭もり、めったに人前に姿を見せない。キング・グッダーはいずれ始まる悪魔との戦争に備え、人間が闘争を忘れないようこの無法地帯を生み出したらしい。
この国は王が何もしないので貨幣を作るシステムも存在しないはずなのだが、「ダラー」という独自の通貨がどこで作られているのかもわからないまま使われている。

### アンダーグラウンド
アンダーグラウンド
エルデンの地下、九頭竜大骨格（レガシオス・ノ・イン）で封印された、異界生物（フリークス）の棲む場所。サンランド無統治王国の君臨すれども統治せず、支配すれども関知しない王、キング・グッダーの魔力によって維持されている。出入り口は数多くあり、幾重もの区画に分かれている地下迷宮。基本的に光が無く荒廃しているが、とある魔導王が使用していた喪神街オレストロや、蜥蜴人が支配するテトルアープやダーナムレーンといった場所は多少薄暗いだけで、内部も舗装されている。多くの区画は異界に繋がっており、ヒト、又はニンゲンと名乗る怪物たちの居る「地獄」や、竜たちの住まう「竜界」などに繋がっている。
ラフレシアがエルデンに攻め込んできた際、突如としてエルデンが浮上したことで古代九頭竜の呪いが解除されてしまい、異界生物や悪魔たちが解放されてしまった。
D1 閉鎖魔宮
D2 穴大蛇の巣/竜の寝床（ドラグレア）
D3 混沌渓間（ケイオスハーロウ）
D4 常夜の大地（エヴァーナイトランド）
D5 第二メリクル迷宮
D6 第一メリクル迷宮
D7 地中砦アヴァシー
D8 怪虫の坩堝ガンズゲイル
D9 喪神街オレストロ
D10
D11 フリアウ逆密林
D12 ミゼレラット
D13 テトルアープ/ダーナムレーン
D14 霧の虚洞ミストホロウ
クラッカー
アンダーグラウンドに潜り、異界生物を倒して装備品を売って収入を得る人々。何かしらの戦闘経験を受けていたり、本格的な武術を多少齧った者なら誰にでもできる最後の職業。多くの者はクランを作り、協力して異界生物を倒し山分けしている。異界生物は毎日多くのクラッカーに虐殺されているにも関わらず絶滅せず、相当な数がいるため多人数で挑んだ方が実入りが多く、生還率も高くなる。
クラン
指向や目的が同じ者達の集まりをちゃんとした形にしたようなもの。クランの設立は自由で（そもそもエルデンには法がないため）、昼飯時（ランチタイム）のように一緒に昼飯を食う相手にも困るような奴らの集まり、というのはいい例であろう。鉄の心臓協会（アイアンハーツソサエティ）のような硬派なアンダーグラウンド攻略専門クラン、ZOOなども基本的に他には干渉しない。
SmC（略称。正式名称は加虐的殺戮愛好会、サディスティックマーダーズクラブ）のような悪党揃いのクランなどもあるが、秩序の番人（モラル・キーパーズ）のような「悪即斬」を掲げる警察的クランもある。

### 魔術
特殊な精神集中（チャネリング）をしつつ呪文を唱え媒介を捧げる事によって発生する超常現象。
先天的な才能を持つ魔術師と後天的に薬物などによる肉体改造を施された魔術師のみが行うことができるが、ただ光らせる程度の魔術なら一般人でも媒介とチャネリングの仕方、呪文さえ知っていれば行うことができる。
一般的に魔術と一括りにされているが、それぞれは全くの別物の技術である。
魔導王を含め、多くの魔術師の最終目標は「不死性の獲得」である。そのため、上位の魔術師になるほど老化を遅くする、肉体を捨てて霊体になるというような不死性に対するアプローチを行なっている。
要素魔術
魔術の代表格で、要素精霊と呼ばれる存在に媒介となる鉱石などを「喰わせる」ことでその精霊特有の現象を起こす。
一般的なものは大抵の魔術師が行うことができるが、強力であったり、凶暴な精霊を扱った術では術者の力量によって左右され、失敗すると発動しないか最悪の場合、術全てが自分に跳ね返ってくる事もある。魔術全てに言える事だが金銭的に燃費が悪く、高いもので1000万ダラー以上の触媒を必要とする。
比較的自由度の高い魔術で、魔導王に近いレベルともなれば詠唱放棄や媒介無視、オリジナルの魔術を創造することも出来るようになる。
召喚魔術
サンランド地下にあるような異界から生物を呼び出す術。
上記のように一般的にも多くの魔術師にも認知されている魔術だが、実際は異界に居るオリジナルの異界生物に似た生物を擬似的に作り出し出現させる魔術である。
呼び出して操るというよりも、こちらの世界へ導いて暴れさせるに近く、力が強いものであるほど制御しづらく、自分が潰されたりして死ぬ確率が高くなる。力が弱くても存在するだけで害を撒き散らす者も多く、召喚者には常に要素魔術以上のリスクを強いられることになる。
既存の魔術とは呪文や必要となる道具の様式が異なり、自分自身を触媒に呼び出すことも可能である。
通常では一定時間経過するか、好きなだけ暴れると消えるが、術者の手を離れて現世に留まることの出来る確固たる肉体を持ってしまうことを「降臨」と呼ぶ。
その他の魔術
憑依魔術-「魔人」（アモン）ことルヴィー・ブルームの生み出した魔術。魔術と言うのは通称で、ルヴィーの持つ能力と呼んだ方が適切。異界生物や人間を他の生物に埋め込んだり混ぜたりする事ができ、ルヴィー本人は能力故か、任意でその生物を自分の肉体の表層に発現させ操ることが出来る。

### 蘇生式
神殿等にある「祭壇」と呼ばれる装置によって行われる、「マグニデア・プールと呼ばれる特殊空間での魂のサルヴェージ」「肉体の修繕」魂の肉体への再定着」等の一連の工程を経て、死者を蘇生させる作業の総称。
脳や心臓といった大切な臓器が無事だった死体に限る。
死後48時間以内に行うのが理想で、それを超えると成功率は激減する。120時間以内に蘇生式を行わなかった場合、いかなる手段でも蘇生式による魂のサルヴェージは不可能となる。
完璧に作業を行ったとしても、「何らかの影響」で蘇らない事もある。
基本的に12人の僧で行うが、例外として、トワニングとダイダラン・ソーノーグ・ムソーのみ単独で蘇生式を行うことが可能。
"T-Dummies"=ダイアモス召喚プログラム
ダイアモス（部分的に同等の働きをする分身）ディーモンを数体使役することにより、単独で蘇生式が可能。

### 超越者(オーバリスト)
先天的にオーバラーツ（念動力（TK）、超感覚（ESP）等の能力）を有する者。
作中ではルカと紫のヴェロニカ(リルコ)がその使い手。
医術式は魔術よりもこちらに近く、擬似的に扱えるようにしたものである。

## 既刊一覧

### 小説

#### 本編
| 巻数 | タイトル                                           | 発売日         | ISBN              |
| ---- | -------------------------------------------------- | -------------- | ----------------- |
| 1    | 薔薇のマリア I.夢追い女王は永遠に眠れ              | 2004年11月30日 | 4-04-471001-5     |
| 2    | 薔薇のマリア II.壊れそうなきみを胸に抱いて         | 2005年3月1日   | 4-04-471002-3     |
| 3    | 薔薇のマリア III.荒ぶる者どもに吹き荒れろ嵐        | 2005年8月31日  | 4-04-471004-X     |
| 4    | 薔薇のマリア IV.LOVE'N'KILL                        | 2006年1月1日   | 4-04-471005-8     |
| 5    | 薔薇のマリア V.SEASIDE BLOODEDGE                   | 2006年4月1日   | 4-04-471006-6     |
| 6    | 薔薇のマリア VI.BLOODRED SINGROOVE                 | 2006年11月1日  | 4-04-471008-2     |
| 7    | 薔薇のマリア VII.SINBREAKER MAXPAIN                | 2007年6月1日   | 978-4-04-471010-1 |
| 8    | 薔薇のマリア VIII.ただ祈り願え儚きさだめたちよ     | 2008年1月1日   | 978-4-04-471012-5 |
| 9    | 薔薇のマリア IX.さよならの行き着く場所             | 2008年2月1日   | 978-4-04-471013-2 |
| 10   | 薔薇のマリア X.黒と白の果て                        | 2008年8月1日   | 978-4-04-471014-9 |
| 11   | 薔薇のマリア 11.灰被りのルーシー                   | 2009年5月1日   | 978-4-04-471017-0 |
| 12   | 薔薇のマリア 12.夜に乱雲花々乱れ                   | 2009年9月1日   | 978-4-04-471018-7 |
| 13   | 薔薇のマリア 13.罪よ悪よ悲しみに沈め               | 2010年4月1日   | 978-4-04-471021-7 |
| 14   | 薔薇のマリア 14.さまよい恋する欠片の断章           | 2010年8月1日   | 978-4-04-471022-4 |
| 15   | 薔薇のマリア 15.愛も憎しみも絶望も                 | 2011年1月1日   | 978-4-04-471023-1 |
| 16   | 薔薇のマリア 16.さよならはいわない                 | 2011年8月1日   | 978-4-04-471024-8 |
| 17   | 薔薇のマリア 17.この痛みを抱えたまま僕らはいつまで | 2012年4月1日   | 978-4-04-471025-5 |
| 18   | 薔薇のマリア 18.光の中できみが笑う今は遠くて       | 2013年4月1日   | 978-4-04-100671-9 |
| 19   | 薔薇のマリア 19.たとえ明日すべてを失うとしても     | 2013年10月1日  | 978-4-04-101024-2 |
| 20   | 薔薇のマリア 20.I love you.[noir]                  | 2014年4月1日   | 978-4-04-101300-7 |
| 21   | 薔薇のマリア 21.I love you.[rouge]                 | 2014年5月1日   | 978-4-04-101700-5 |

#### 外伝
| 巻数 | タイトル                                                 | 発売日        | ISBN              |
| ---- | -------------------------------------------------------- | ------------- | ----------------- |
| 1    | 薔薇のマリア Ver0 僕の蹉跌と再生の日々                   | 2005年5月1日  | 4-04-471003-1     |
| 2    | 薔薇のマリア Ver1 つぼみのコロナ                         | 2006年8月1日  | 4-04-471007-4     |
| 3    | 薔薇のマリア Ver2 この歌よ届けとばかりに僕らは歌っていた | 2007年2月1日  | 978-4-04-471009-5 |
| 4    | 薔薇のマリア Ver3 君在りし日の夢はつかの間に             | 2007年10月1日 | 978-4-04-471011-8 |
| 5    | 薔薇のマリア Ver4 hysteric youth                         | 2008年10月1日 | 978-4-04-471015-6 |
| 6    | 薔薇のマリア Ver5 つぼみのコロナ2                        | 2009年3月1日  | 978-4-04-471016-3 |

#### 続編
| タイトル     | 発売日        | ISBN              |
| ------------ | ------------- | ----------------- |
| ノラ猫マリィ | 2016年9月30日 | 978-4-04-104562-6 |

### 漫画
2007年Vol.6より漫画化され、2009年Vol.18まで隔月刊誌『ビーンズエース』に連載された。単行本は全3巻まで刊行された。
ストーリーは原作にもない、漫画のために書き下ろし新作。毎巻は原作者十文字青、キャラクターデザインBUNBUNからのコメントと書き下ろしのイラストが寄せられていて。
- 作画：是美三々
- 原作：十文字青
- キャラクターデザイン：BUNBUN

| 巻数 | タイトル                         | 発売日        | ISBN              |
| ---- | -------------------------------- | ------------- | ----------------- |
| 1    | 薔薇のマリア (1) 紅玉の薔薇      | 2007年9月26日 | 978-4-04-713975-6 |
| 2    | 薔薇のマリア (2) SILLY LOVE SONG | 2008年7月26日 | 978-4-04-715090-4 |
| 3    | 薔薇のマリア (3) ai-meet-u       | 2009年5月26日 | 978-4-04-715244-1 |

### 関連書籍
- 『BUNBUN画集 The Last Rose』2015年1月29日発売[書 32]、ISBN 978-4-04-102199-6
  - イラストレーターBUNBUNの『薔薇のマリア』のイラストを集めた画集、十文字青の書き下ろし小説『ノラ猫マリィ』も収録[4]。

## 文庫本未収録作品一覧
| タイトル                        | 掲載誌・収録物                                                                                       | 発売日         | ISBN              |
| ------------------------------- | --- | -------------- | ----------------- |
| 薔薇のマリア 鳥人ROCK           | ザ・スニーカー2005年10月号                                                                           | 2005年8月30日  |                   |
| 薔薇のマリア 鳥人ROCK           | 単独電子書籍版                                                                                       | 2007年10月1日  |                   |
| 裏薔薇のマリア エピソード0      | S BLUE ザ・スニーカー100号記念アンソロジー                                                           | 2010年6月30日  | 978-4-04-474813-5 |
| ノラ猫マリィ                    | BUNBUN画集 The Last Rose                                                                             | 2015年1月29日  | 978-4-04-102199-6 |
| chocolate mint                  | 十文字青『僕は何度も生まれ変わる』と『灰と幻想のグリムガル level.13 』同時購入特典の短編付特別小冊子 | 2018年7月1日   |                   |
| LOVE★MAX -不治の病、その名は愛- | ザ・スニーカーLEGEND                                                                                 | 2018年10月31日 | 978-4-04-735368-8 |

## ドラマCD
『webラジ voice theater「薔薇のマリア」Don't make me alone』
JVCケンウッド・ビクターエンタテインメント、2006年9月6日発売、VICL-61995
2006年にはwebラジ『薔薇のマリア～サンランド無統治王国王立放送局』で放送されたオリジナル・ラジオ・ドラマをCD化した作品。ストーリーは原作にもない、webラジのために書き下ろし新作。挿入歌「Don't make me alone」の作詞・作曲・ボーカルは原作者十文字青本人である、謎の吟遊詩人「rosen」として参加している。
原作・脚本
- 十文字青

声の出演
- マリアローズ - 桑島法子
- トマトクン - 星野貴紀
- アジアン - 石田彰
- カタリ - 岡本寛志
- ユリカ・白雪 - こやまきみこ
- サフィニア - ゆかな
- ピンパーネル - 志村知幸
- 悼みの君 - 最上嗣生

収録内容
1. 動物園へようこそ！？(1)
出演 - マリアローズ（桑島法子）、トマトクン（星野貴紀）
2. act.1 霧の虚洞ミストホロウ
出演 - アジアン（石田彰）、マリアローズ（桑島法子）、カタリ（岡本寛志）、トマトクン（星野貴紀）、ユリカ・白雪（こやまきみこ）、サフィニア（ゆかな）、ピンパーネル（志村知幸）
3. 動物園へようこそ！？(2)
出演 - トマトクン（星野貴紀）、マリアローズ（桑島法子）
4. act.２ さまよえる者たち
出演 - サフィニア（ゆかな）、トマトクン（星野貴紀）、カタリ（岡本寛志）、ピンパーネル（志村知幸）、マリアローズ（桑島法子）、アジアン（石田彰）、ユリカ・白雪（こやまきみこ）
5. メインテーマ「ヒビキ ユラセ」
歌 - Como-Lee
6. 動物園へようこそ！？(3)
出演 - マリアローズ（桑島法子）、ユリカ・白雪（こやまきみこ）、サフィニア（ゆかな）
7. act.３ 愛しの君と悼みの君
出演 - カタリ（岡本寛志）、アジアン（石田彰）、トマトクン（星野貴紀）、マリアローズ（桑島法子）、サフィニア（ゆかな）、ユリカ・白雪（こやまきみこ）、ピンパーネル（志村知幸）、悼みの君（最上嗣生）
8. 動物園へようこそ！？(4)
出演 - アジアン（石田彰）、マリアローズ（桑島法子）、カタリ（岡本寛志）、ピンパーネル（志村知幸）
9. act.４ 蛮王の首切り斧
出演 - アジアン（石田彰）、悼みの君（最上嗣生）、マリアローズ（桑島法子）、カタリ（岡本寛志）、ユリカ・白雪（こやまきみこ）、トマトクン（星野貴紀）、サフィニア（ゆかな）、ピンパーネル（志村知幸）
10. 挿入歌「Don't make me alone」
作詞・作曲・歌 - rosen（十文字青）
11. Azian's Love Letter
出演 - アジアン（石田彰）